# Лак, Софи
Софи Лак (англ. Sophie Luck; род. 17 октября 1989, Паймбл) — австралийская актриса. Известна, как Флай Уотсон в телесериале «Большая волна».

## Биография
Софи Лак родилась 17 октября 1989 года в Паймбле (пригород Сиднея), штат Новый Южный Уэльс, Австралия.

Первый актёрский опыт она получила в сериале «Водяные крысы» в 2000 году. Этот сериал снимался в Австралии с 1996 года. Софи сыграла в одном из эпизодов роль Полли Флит. Затем она снялась в сериале «Дома и в пути». Она играла роль Тамары Симпсон, которую затем сыграла в полнометражном фильме по сериалу, вышедшему сразу на DVD. Софи Лак также снималась в сериалах «Все святые», где она играла роль Лэси, и «Собака по имени Снобз». С 2005 года играла в сериале в первом и втором сезонах сериала «Большая волна», а также появляется в одном эпизоде (№ 11) третьего сезона.

## Фильмография
| Год       |   | Русское название      | Оригинальное название | Роль               |
| --------- | - | --------------------- | --------------------- | ------------------ |
| 2000      | с | Водяные крысы         | Water Rats            | Полли Флит         |
| 2003      | с | Домой и в путь        | Home and Away         | Тамара Симпсон     |
| 2003      | с | Собака по имени Снобз | Snobs                 | городская девчонка |
| 2003      | с | Большая волна         | Blue Water High       | Флай Уотсон        |
| 2005—2008 | с | Все святые            | All Saints            | Лейси              |
| 2005—2008 | с | SYD2030               | All Saints            | Фрэнки Голдштейн   |

## Награды и номинации
2005 год — Премия Австралийской академии кинематографа и телевидения AACTA Awards лучшей молодой актрисе
2007 год — Номинация на премию Nickelodeon Kids 'Choice Award